# Fenfluramina/fentermina
A associação medicamentosa fenfluramina/fentermina, também conhecida como fen-phen, era um tratamento anti-obesidade composto pela combinação de dois anorexígenos. A fenfluramina foi comercializada pela American Home Products (posteriormente conhecida como Wyeth) pelo nome comercial Pondimin, e foi retirada do mercado devido à sua associação com o desenvolvimento potencialmente fatal de hipertensão pulmonar e problemas nas valvas cardíacas. Fentermina não mostrou ter efeitos nocivos.
A fenfluramina atua como um liberador de serotonina, ao passo que a fentermina exerce principalmente a função de liberador de noradrenalina.  Além disso, a fentermina também induz a liberação de serotonina e dopamina, embora em proporções significativamente menores em relação à liberação de noradrenalina/norepinefrina.

## História
A fenfluramina foi lançada inicialmente como medicação única na década de 1970, mas não ganhou popularidade devido à sua capacidade de reduzir apenas temporariamente o peso. Um estudo de 1984 revelou uma média de perda de peso de 7,5 kg em 24 semanas, em comparação com 4,4 kg no grupo que recebeu placebo. Sua venda foi modesta até a década de 1990, quando foi combinada com fentermina e, então, promovida intensamente.

### Testes dedelinquênciaem crianças na cidade de Nova York
O Instituto Psiquiátrico Estadual, associado à Universidade Columbia, a Fundação de Pesquisa da Universidade da Cidade de Nova Iorque, e o Centro Médico Mount Sinai testaram a fenfluramina por via intravenosa (IV) em mais de 100 meninos negros e hispânicos com idades entre 6 e 10 anos, com irmãos mais velhos delinquentes, para testar a teoria de que o comportamento delinquente poderia ser previsto pelos níveis de serotonina. Esses estudos foram realizados antes de o medicamento ser retirado do mercado em setembro de 1997. Em 1998, a CNN informou que estas organizações estavam sob “avaliação” pelo Gabinete de Protecção contra Riscos de Investigação, um braço dos Institutos Nacionais de Saúde. Um artigo na Nature relata que esses testes foram publicados como um estudo no Archives of General Psychiatry em 1997 e que "o ensaio de Nova Iorque, financiado em grande parte pela Fundação Lowenstein, com apoio do Instituto Nacional de Saúde Mental, foi interrompido em 1995, dois anos antes de a droga ser retirada [do mercado]." Em 1999, o New York Times divulgou que a Escola de Medicina Mount Sinai e a Fundação de Pesquisa da Universidade da Cidade de Nova York foram oficialmente censuradas por autoridades federais de ética em pesquisa devido à condução desses testes. O artigo menciona que a investigação de um ano não encontrou nenhuma conduta imprópria por parte do Instituto Psiquiátrico do Estado de Nova Iorque durante esses testes. Ele também diz que o estudo envolveu 150 crianças e destaca que nenhuma delas sofreu danos.

### Consequências
Após a divulgação das informações sobre os riscos cardíacos associados à fen-phen, a Associação de Advogados de Julgamento da América mobilizou um extenso grupo de advogados de julgamento com o objetivo de buscar compensação dos danos por parte da American Home Products, a distribuidora de fenfluramina e dexfenfluramina.
A associação fenfuramina/fentermina não está mais amplamente disponível. Em abril de 2005, a revista American Lawyer publicou uma matéria de capa sobre a onda de litígios da fen-phen, relatando que mais de 50.000 ações judiciais de responsabilidade pelo produto foram movidas por supostas vítimas da fen-phen. O passivo total foi estimado em até US$ 14 bilhões. A Wyeth ainda estava em negociações com as partes lesadas em fevereiro de 2005, oferecendo acordos de US$ 5 000 a US$ 200 000 para alguns dos que haviam processado e afirmando que poderiam oferecer mais para aqueles que ficaram gravemente feridos. Milhares de pessoas afetadas rejeitaram estas ofertas. Na época, a Wyeth anunciou que havia reservado 21,1 bilhões de dólares para cobrir os custos dos processos judiciais.

## Possíveis usos

### Obesidade
Em 1984, pesquisadores do Centro Médico da Universidade de Rochester relataram que haviam realizado um ensaio clínico duplo-cego e controlado comparando a fentermina pura, fenfluramina pura, uma combinação de fentermina e fenfluramina e placebo, para perda de peso em humanos. A perda de peso naqueles que receberam a combinação fen-phen foi significativamente maior (8,4±1,1 kg) do que naqueles que receberam placebo (4,4±0,9 kg) e equivalente ao daqueles que receberam fenfluramina (7,5±1,2 kg) ou fentermina isoladamente (10,0±1,2 kg). Isto equivale a uma perda de peso adicional de 4±2 kg ao longo de 24 semanas. Os efeitos adversos foram menos frequentes com a administração dos fármacos combinados do que com outros tratamentos ativos (não placebo). Os autores consideraram que a combinação de fenfluramina e fentermina capitalizou as suas diferenças farmacodinâmicas, resultando numa perda de peso equivalente, menos efeitos adversos e melhor controlo do apetite.

### Remissão de adicção em álcool e cocaína
O termo fen-phen foi cunhado em 1994, quando Pietr Hitzig e Richard B. Rothman afirmaram que essa combinação poderia, presumivelmente, reduzir o desejo por álcool e cocaína. Os autores sugeriram que outros agonistas ou precursores combinados de dopamina e serotonina poderiam apresentar esse potencial terapêutico. Experimentos posteriores em ratos corroboraram esses relatórios iniciais. Em 2006, foi confirmado que a associação de fentermina com o precursor da serotonina, 5-hidroxitriptofano (5-HTP), em substituição à fenfluramina, resultou em uma significativa redução nas convulsões de abstinência de álcool em ratos.
Protocolos duplo-cegos do National Institutes of Health (NIH) para demonstrar a eficácia do fen-phen na dependência de álcool e cocaína foram elaborados mas nunca foram realizados.[carece de fontes?]

## Efeitos adversos da serotonina
As descobertas relacionadas à fenfluramina/fentermina, especialmente à fenfluramina, que está associada à doença cardíaca valvular e à hipertensão pulmonar, reacenderam o interesse nos efeitos prejudiciais da serotonina no sistema. Já há décadas, era conhecido que dois dos principais efeitos colaterais da síndrome carcinoide, na qual há produção excessiva endógena de serotonina, são a doença valvular e a hipertensão pulmonar. Vários centros observaram uma conexão com a ativação excessiva do subtipo 5-HT2B do receptor serotoninérgico.